# Abdelilah Benkirane
Abdelilah Benkirane, arab. ‏عبد الإله بنكيران‎ (ur. 4 kwietnia 1954 w Rabacie) – marokański polityk, sekretarz generalny Partii Sprawiedliwości i Rozwoju od 2008. Premier Maroka od 29 listopada 2011 do 5 kwietnia 2017.

## Życiorys
Abdelilah Benkirane urodził się w dzielnicy al-Akkari w Rabacie. Ukończył École normale supérieure w tym mieście. W młodości związał się z ruchem socjalistycznym, wstępując do Socjalistycznej Młodzieży Narodowej Unii Sił Ludowych. W 1976 zmienił poglądy polityczne i przystąpił do Szabiba Islamija („Młodzież Islamska”), radykalnego podziemnego ugrupowania islamistycznego, dążącego do wprowadzenia w Maroku prawa szariatu. W tym samym roku za swoją działalność został aresztowany i uwięziony na dwa lata.
Po wyjściu na wolność w 1978 na pewien czas zrezygnował z nielegalnej działalności politycznej. Jednakże w 1981 założył tajne ugrupowanie islamskie, Dżamaa Islamija, funkcjonujące do końca lat 80. XX w. W pierwszej połowie lat 90. wchodził w skład mniejszych partii islamskich. W 1997 wstąpił do Ruchu Ludowego, Demokratycznego i Konstytucyjnego (MPDC), partii kierowanej przez Abd al-Karima al-Chabiba. W tym samym roku z jej ramienia zdobył mandat deputowanego do Zgromadzenia Reprezentantów w okręgu Sala, jeden z siedmiu, które przypadły wówczas tej partii.
W 1998 MPDC przekształcił się w Partię Sprawiedliwości i Rozwoju (PJD). W wyborach w 2002 oraz w 2007 Benkirane uzyskał reelekcję w parlamencie, a jego partia zwiększała swoją reprezentację, zdobywając odpowiednio 42 i 46 mandatów. 20 lipca 2008 został wybrany sekretarzem generalnym PJD, pokonując w głosowaniu poprzedniego lidera Sad ad-Dina al-Usmaniego.
W wyborach parlamentarnych z 25 listopada 2011 Partia Sprawiedliwości i Rozwoju pod jego przywództwem odniosła zwycięstwo, uzyskując 107 mandatów w 395-osobowym parlamencie. Zgodnie z nowymi przepisami konstytucji, król był zobowiązany wyznaczyć szefa rządu spośród największego ugrupowania w parlamencie. 29 listopada 2011 król Muhammad VI desygnował Benikranego na urząd premiera i powierzył misję sformowania rządu. Tego samego dnia został zaprzysiężony na stanowisku. Benkirane rozpoczął rozmowy na temat utworzenia koalicji z Partią Niepodległości, która zajęła drugie miejsce w wyborach z wynikiem 60 mandatów, a także z Socjalistyczną Unią Sił Ludowych (USFP) oraz Partią Postępu i Socjalizmu (PPS), dysponującymi odpowiednio 29 i 18 miejscami w parlamencie.
W kolejnych wyborach parlamentarnych z 7 października 2016 Partia Sprawiedliwości i Rozwoju pod jego przewodnictwem, ponownie zajęła pierwsze miejsce, uzyskując 125 mandatów w parlamencie. 10 października 2016 król raz jeszcze mianował go na stanowisko premiera, powierzając misję stworzenia nowego gabinetu. Negocjacje na ten temat nie przyniosły jednakże rezultatu, wskutek czego 15 marca 2017 król Muhammad VI zdymisjonował go ze stanowiska, a 17 marca 2017 misję utworzenia nowego rządu powierzył Sad ad-Dinowi al-Usmaniemu, który objął urząd 5 kwietnia 2017, po zawiązaniu koalicji z pięcioma innymi partiami politycznymi.